# Margreet den Buurman
Margreet den Buurman (Den Haag, 31 mei 1953) is een Nederlandse schrijfster. 

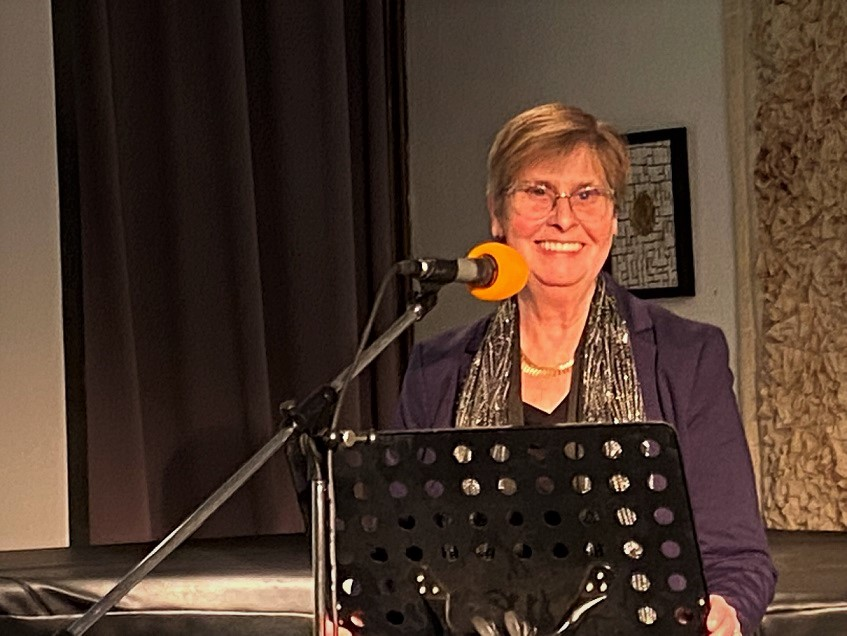
Boekpresentatie in de Haagse Kunstkring

Na diverse kantoorbanen begon Den Buurman in 1982 in Leiden aan een studie Nederlandse taal- en letterkunde. Na het behalen van haar propedeuse stapte ze over naar de vakgroep literatuurwetenschap, waar ze in 1988 afstudeerde op het onderwerp 'Literair Modernisme in de periode van het interbellum en de paradox van de onpartijdigheid.' Via de familielijn van haar moeder, grootmoeder en overgrootmoeder Van der Heemst/De Zwart is ze een achternicht van de Haagse School kunstschilder Willem de Zwart (1862-1931) en van zijn achttien jaar jongere broer, de kunstschilder Pieter de Zwart (1880-1967).
Tussen 1989 en 1991 was Margreet den Buurman redactiesecretaris voor het Leidse tijdschrift Forum der letteren, tijdschrift voor taal- en literatuurwetenschap. Vanaf 1991 tot 1998 was zij werkzaam als freelance literair journalist, onder meer voor omroep West, de regionale omroep voor Zuid Holland. 
Naast boekvertalingen uit het Duits, zowel fictie als non-fictie, verscheen van haar in 2010 een biografie van de schrijver en Nobelprijswinnaar Thomas Mann met als subtitel 'schrijverschap tegen de vergankelijkheid'. Deze biografie, bedoeld als een toegankelijke levensbeschrijving voor een breed publiek, werd gevolgd door meerdere studies en deelstudies over een van de belangrijkste schrijversfamilies in de twintigste eeuw.
In het najaar van 2022 verscheen bij uitgeverij De Nieuwe Haagsche een dubbelbiografie over haar schilderende oudooms Willem en Pieter de Zwart met als subtitel 'Haagse schilderbroers op het breukvlak van een nieuwe tijd'. De publicatie werd mogelijk gemaakt door het Prins Bernhard Cultuurfonds en door de M.A.O.C. Gravin van Bylandt Stichting, vernoemd naar Marie Alexandrine Otheline Caroline van Bylandt.  
Margreet den Buurman is lid van de Maatschappij der Nederlandse Letterkunde en van de Haagse Kunstkring.

### Vroeg werk
- Anke Santema, 'Literatuur en kennis, academieprijs Groningen 1987. Boekbespreking in: Forum der Letteren, tijdschrift voor taal- en letterkunde, jaargang 30, nummer 4, 1989
- Herman en Herman i.s.m. Ingeborg Müller, illustraties en vormgeving. Geschenkboekje door drukkerij/uitgeverij Smits, Den Haag, 1991
- De Tas, kort verhaal in: Mens & Gevoelens, onder redactie van Margreet Dolman/Paul Haenen en Dammie van Geest, nr. 35, 1992
- René Marres, Polemische interpretaties, Van Louis Couperus tot W.F. Hermans. Boekbespreking in: Forum der Letteren, tijdschrift voor taal- en letterkunde, jaargang 35, nummer 4, 1994

### Biografie/monografie Thomas Mann en de zijnen
- Thomas Mann, schrijverschap tegen de vergankelijkheid. Uitgeverij Aspekt, 2010
- Het Lübeck van de Buddenbrooks, Thomas Mann in Lübeck. Uitgeverij Aspekt, 2011
- Heinrich Mann, Het goede in de mens, biografie. Uitgeverij Aspekt, 2012 (herdr. 2014)
- Erika en Klaus Mann, Leven langs de Bühne, biografie. Uitgeverij Aspekt, 2013
- Thomas Mann en Wagner, zoete omhelzing van het kwaad, monografie. Uitgeverij Aspekt, 2013
- De Onderdaan, Heinrich Mann. Hertaling en bewerking. Uitgeverij Aspekt, 2014
- Thomas Mann als pater familias, monografie. Uitgeverij Aspekt, 2015
- Het paleis in de Arcisstrasse, Thomas Mann en de Pringsheims. Uitgeverij Aspekt, 2017
- Thomas en Heinrich Mann, diplomaat schrijver contra schrijverschap als politiek wapen, monografie. Uitgeverij Aspekt, 2019
- Vrouwen rond Thomas Mann, De eeuwige Tristan. Levensbeschrijvingen van Julia da Silva-Bruhns, Ida Boy-Ed, Hedwig Dohm, Hedwig Pringsheim, Katia Mann, Erika Mann, Agnes E. Meyer. Uitgeverij Aspekt, 2021

### Cultuurhistorische publicaties
- Oktober 2021 verscheen op het online magazine Theatersentiment.nl een essay onder de titel 'Die Pfeffermühle van Erika Mann;[2]
- Willem en Pieter de Zwart, 1880-1930, Haagse schilderbroers op het breukvlak van een nieuwe tijd, dubbelbiografie. Uitgeverij De Nieuwe Haagsche, 2022;
- Het avontuur van biografisch onderzoek. In: 'Nieuw werk, 2022, catalogus Haagse Kunstkring, onder redactie van Marian Smit, 2022;
- Juli 2023 verscheen op het online magazine Biografieportaal.nl een essay over de controverse in het najaar van 1934 tussen Menno ter Braak en Klaus Mann: 'Menno ter Braak en Klaus Mann, twee tegenpolen in het emigrantencomplex';
- November 2023 verscheen op het online magazine Biografieportaal.nl een recensie van de biografie van Coen Brummer: Sam van Houten tegen de rest. Het strijdbare leven van de man van de kinderwet. Uitgeverij Prometheus, 2023;
- Juli 2024 verscheen op Accolade Digitaal van de Maatschappij der Nederlandse Letterkunde: 'Barbara van Houten (1862-1950) en de Mesdags';
- December 2024 verscheen op de website van de Haagse Kunstkring een artikel over de kunstverzamelaar, mecenas, arts/dermatoloog Willem Jan Hendrik Leuring, (1864-1936) onder de titel 'Paradijsvogels van de Haagse Kunstkring in het 19e eeuwse fin de siècle' - haagsekunstkring.nl;
- December 2024 verscheen op de website van de Haagse Kunstkring onder de titel 'Henk Bremmer, een kunstpaus in Den Haag' een artikel over de Kunstpedagoog H.P. Bremmer, (1871-1956) en zijn relatie met Haagse beeldend kunstenaressen - haagsekunstkring.nl;

- Bibliothèque nationale de France: cb16913894v (data)
- Digitale Bibliotheek voor de Nederlandse Letteren: buur012
- Gemeinsame Normdatei: 136415342
- International Standard Name Identifier: 0000 0000 7351 6367
- Library of Congress Control Number: n2009076447
- Nederlandse Thesaurus van Auteursnamen: 080350518
- Virtual International Authority File: 103458412
- WorldCat: E39PCjvBhmj4cqP63R6pP4jPkP